# Los trobadors nous
Los trobadors nous: col·lecció de poesías catalanas escullidas de autòrs contemporáneos (Barcelona: Llibreria Nacional y Estrangera de Salvador Manero, 1858) és una antologia de poesies de la Renaixença, la primera antologia de poesia catalana contemporània, reunida per Antoni de Bofarull, amb el propòsit de demostrar la viabilitat de la llengua catalana per a la poesia.
Segons l'erudit reusenc Joaquim Santasusagna, Bofarull va creure necessari recollir en un volum tot allò que s'anava publicant en català per tal de crear l'ambient necessari per a la restauració dels Jocs Florals. Va aplegar els autors que en aquell moment escrivien en català, i va demanar als que encara no ho feien que hi publiquessin, i que li fessin arribar el resultat de la seva feina. Buscava donar constància del nou esperit literari i incidir en la recuperació dels costums culturals catalans i de la llengua. El mateix Bofarull explica en Estudios, sistema gramatical y crestomatía de la lengua catalana que va haver d'exigir i arrancar de les mans d'alguns dels seus autors les composicions per a la seva antologia, autors que no es consideraven dignes de figurar-hi. Recollits els poemes, Bofarull es posà d'acord amb l'editor Salvador Manero per a la seva publicació. Davant de la poca experiència d'edicions de llibres en llengua catalana, es va fer sortir per "entregues" (fulletons), com es deien els fascicles, cosa també corrent en les publicacions d'obres extenses. Els fascicles sortiren els dissabtes, amb considerable èxit, i comentaristes de l'època asseguren que els diumenges tothom els llegia per la rambla. Bofarull i Manero van tenir discrepàncies sobre el llibre: la quantitat de textos recollits pressuposava un volum de cinc-centes pàgines, cosa que així va ser, i temorós l'impressor que no tindria prou compradors, va posar en el contracte que tindria l'extensió que a ell li convingués. Quan van arribar subscriptors de tot arreu, l'editor exigí que l'obra tingués dos volums, i que mig imprès com ja estava el primer, se'n preparés un altre de la manera que fos. Bofarull, que havia concebut l'obra tal com s'estava editant, s'hi negà, per no seguir unes directrius que no eren sinó comercials. L'editor insistí, i en el mateix volum de Los trobadors nous ja s'anunciava Los trobadors moderns, sense la direcció de Bofarull, i amb poemes recopilats per Víctor Balaguer.
Els poemes que formen el llibre no s'organitzen per ordre alfabètic o cronològic, sinó per seccions que Bofarull denomina "Pàtria", "Sentiment", "Romanços", "Amor", "Religió", "Tribut", "Passatemps" i "Llenguatge antic", tria que va fer a partir dels poemes que recollí, no buscant peces poètiques per encabir en aquests temes. El volum comprèn trenta-quatre autors i quatre composicions anònimes, amb un total de cent vint-i-nou peces. La tria de versos feta per Bofarull ha estat criticada: pocs poemes de Joaquim Rubió i Ors i Víctor Balaguer, les dues grans figures d'aquell temps, i molts d'altres autors sense tant de nom ni tanta vàlua, com ara Salvador Estrada, Pere Gras i Bellvé i Josep Sol i Padrís. I més poesies d'ell que de ningú.